# Симо Радуловић
Симо Радуловић (Башино Село, између 1710. и 1720. - Кривошије, 1770.) био је чувени српски јунак и харамбаша из Црне Горе. Рођен је у Башином Селу у племену Цуце. Живио за вријеме владике Данила, владике Саве и владике Василија. Предводио је чете из Малих Цуца и Бјелица. Био је побратим Никца од Ровина и Тура Гавриловића, са којима је наплаћивао харач никшићким Турцима.
За вријеме битке на Предишу у Бјелицама 2. децембра 1756. године, налазио се у одреду Никца од Ровина, заједно са 43 друга борца.

## Јунаштво у епским пјесмама
О јунаштву Радуловић Сима говори више епских пјесама, међу којима:
- Пјесма Симо Радуловић, коју је објавио Сима Милутиновић Сарајлија - Пјеванија церногорска и херцеговачка, сабрана Чубром Чојковићем Церногорцем. Па њим издана истим, у Лајпцигу, 1837.
- Пјесма Харачлија Црногорац, коју је објавио Сима Милутиновић Сарајлија - Пјеванија церногорска и херцеговачка, сабрана Чубром Чојковићем Церногорцем. Па њим издана истим, у Лајпцигу, 1837.
- Пјесма Радуловић Симо, записао  Вук Караџић. Сабрана дјела Вука Караџића, Српске народне пјесме 1-9 - Пјесме јуначке новијих времена о војевању за слободу и о војевању Црногораца, књига осма, Београд, 1900.
- Пјесма Освета Враштанина Мира, записао  Вук Караџић. Сабрана дјела Вука Караџића, Српске народне пјесме 1-9 - Пјесме јуначке новијих времена о војевању за слободу и о војевању Црногораца, књига осма, Београд, 1900.
- Пјесма Вук Томановић, Огледало србско, збирка пјесама Петра II Петровића Његоша, 1835. године.
- Пјесма Овце Никца од Ровинах, Огледало србско, збирка пјесама Петра II Петровића Његоша, 1835. године.
- Пјесма Смрт Никца од Ровина, Огледало србско, збирка пјесама Петра II Петровића Његоша, 1835. годинне.
- Пјесма  Никшићки Турци и Чевски овчари, Српске епске пјесме, записао Андрија Лубурић 1910. године.

## Подвиг
Желећи да потчини Црну Гору султановој власти и да натјера Србе на плаћање харача, Осман-паша, ћехаја босанског везира у јесен 1756. године напао је Црну Гору са три стране из правца Никшића, Грахова и Подгорице. Са главнином своје војске продире кроз Доловско корито у Башином Селу и  стиже на Чево, гдје се састаје са војскама које су кренуле из Грахова и Подгорице.
Црногорци су водили жестоку битку све док није пало Чево, тада је владика Василије пао у очајање. Предао је команду његушком војводи, те се уз помоћ калуђера Теодосија Марковића, пребацио се у Приморје а одатле у Сењску Ријеку.
Када је изгледало да нема више спаса, Никац од Ровина окупио је четрдесет три борца међу којима Радуловић Сима, Пеја Марковића, Вука са Добре Воде, Балетића Рада, и друге са којима је упао у центар непријатељског логора. Претходно су се договорили са сердаром Ђиканом Вукотићем, да када упадну у логор, он привуче војску Стажерскоме долу. Позвао је Арслан-агу Звиздића да јави паши да му долази 40 људи који желе да се поклоне. Турска војска је пустила јунаке у логор, пратећи их до пашиног шатора. Када су се приближили шатору повадили су кубуре и напали Турке. Никац је том приликом лично пуцао и смртно ранио Осман-пашу. Када су извели препад, кренулу су у пробој из логора. Видјевши комешање у логору Ђикан је са војском кренуо на Турке. Из Турског логора изашло је 14 јунака, мећу којима је био и Никац од Ровина, Симо Радуловић, Балетић Раде и други. Надахнути подвигом Срби су тада извојевали велику побједу и одбранили се од Турака
Рањенога побратима Никца од Ровина, Симо Радуловић однио је у Доброту код Дабиновића са којима је трговао. Ту су им видали ране. Када се опоравили вратили су се у Цуце.
Овај подвиг опјеван је у пјесми "Синови Обилића", њима је Његош посветио пету пјесму "Свободијаде".
Поноси се, Горо Црна,
свети храме српске славе!
Док свободе твоје гњездо
излежује соколове
како Никца од Ровинах
и његово друштво храбро,
свагда ће ти пред оружјем
противника сила падат,
и вјенчеве бојем плетне
твоја хитра брати рука.
Године 1758. Радуловићи су се иселили из Башина Села. Симо је са сином Вуком прешао у Кривошије одакле је четовао до своје смрти 1770. године.